# Seznam makedonskih pevcev
Seznam makedonskih pevcev.

## A
- Bobby Andonov

## B
- Risto Bombata
- Jana Burčeska

## D
- Tijana Dapčević (Todevska)
- Ljupka Dimitrovska
- Ana & Igor Durlovski
- Igor Džambazov

## E
- El Makedoner

## F
- Danka Firfova

## G
- Kristijan Gabroski - Risto Bombata
- Vasil Garvanliev
- Adrian Gaxha
- Karolina Gočeva

## H
- Zafir Hadžimanov
- Jonče Hristovski

## I
- Vaska Ilieva
- Vlatko Ilievski

## J
- Usnija Jašarova
- Vlado Janevski
- Biljana Josifov (sopran)

## K
- Kaliopi (Bukle)

## L
- Vlatko Lozanoski

## M
- Dragan Mijalkovski (hrv.-mak.)?
- Marija Mirković (mak.-srbska)

## N
- Blagoj Nacoski

## O
- Maja Odžaklievska

## P
- Daniela Pančetović
- Naum Petreski
- Aleksandra Popovska
- Toše Proeski

## R
- Aki Rahimovski
- Sibel Redžep (makedonsko-švedska)
- Esma Redžepova-Teodosievska
- Usnija Redžepova
- Elena Risteska
- Verica Ristevska

## S
- Irena Spasovska
- Suzana Spasovska
- Vlatko Stefanovski ?

## T
- Goran Tanevski
- Tamara Todevska
- Tijana (Todevska /Dapčević)
- Goran Trajkoski

## V
- Vasil (Garvanliev)
- Senka Veletanlić ?